# Krasne Biczyckie
Krasne Biczyckie (dawn. Krasne) – przysiółek wsi Biczyce Górne w Polsce, położony w województwie małopolskim, w powiecie nowosądeckim, w gminie Chełmiec.
W latach 1975–1998 miejscowość administracyjnie należała do województwa nowosądeckiego.
Zobacz też: Krasne Potockie